# Avia B-34
Avia B-34 – czechosłowacki samolot myśliwski zaprojektowany i zbudowany na początku lat 30. XX wieku w wytwórni Avia.

## Historia
Avia B-34 był pierwszy samolotem zaprojektowanym samodzielnie przez inżyniera Františka Novotnego po jego przyjściu do wytwórni Avia na początku lat 30. XX wieku. Przed zmianą pracy Novotny pracował w wytwórni Letov. Konstruując B-34, opierał się na swoich doświadczeniach zdobytych podczas stażu w brytyjskiej firmie Hawker. Zaprojektował dwupłatowy myśliwiec napędzany chłodzonym cieczą, 12-cylindrowym rzędowym silnikiem w układzie V Avia Vr-36 z dwułopatowym, drewnianym śmigłem. Była to licencyjna wersja francuskiego silnika Hispano-Suiza 12Nbr. Kadłub tworzyła konstrukcja kratownicowa, stworzona z połączonych ze sobą nitami i śrubami rur stalowych i duraluminiowych. Tego typu rozwiązanie miało w zamierzeniu konstruktora ułatwić ewentualną naprawę w warunkach polowych, umożliwiając łatwą wymianę elementów, w odróżnieniu od kratownic ze spawanymi elementami. Przednia część kadłuba, skrywająca silnik, pokryta była metalowymi panelami, tyla sklejką pokrytą płótnem. Skrzydła oraz usterzenie miały konstrukcję metalową, pokrytą płótnem. Zastrzałowe podwozie stałe z tylną płozą ogonową oraz kołami podwozia głównego okrytymi owiewkami. Pod silnikiem umieszczono chłodnicę oleju i cieczy, które przykryto pojedynczą obudową. Uzbrojenie strzeleckie samolotu składało się z dwóch, synchronizowanych karabinów maszynowych ČZ vz. 30 kalibru 7,92 mm, strzelających poprzez obrys śmigła. Karabiny umieszczono po bokach kadłuba w kroplowych owiewkach. Kabina pilota była otwarta, osłonięta z przodu wiatrochronem. Latem 1931 roku ukończono budowę prototypu. Naziemne testy i przygotowania do oblotu trwały do początku 1932 roku. 2 lutego 1932 roku, maszyna za sterami, której siedział fabryczny pilot doświadczalny Avii Václav Kočí wzbiła się po raz pierwszy w powietrze. Lot przebiegł prawidłowo i kontynuowano dalsze próby w powietrzu. Ujawniły one, iż osiągi i własności lotne samolotu nie są zadowalające. W celu ich poprawy Novotny dokonał kilku modyfikacji. Powiększył ster kierunku, zmieniono kształt osłony silnika, wymieniając równolegle drewniane śmigło na metalowe osłonięte kołpakiem. Cofnięto wloty powietrza do wspólnej chłodnicy oleju i cieczy. Tak zmodernizowany prototyp, 1 lipca 1932 roku trafił do ośrodka prób Wojskowego Lotniczego Instytutu Badawczego (Vojenský Letecký Ústav Studijní - VLÚS). Przeprowadzone w ośrodku próby wojskowe nie wykazały poprawy niedociągnięć pierwszej wersji prototypu. Nową konstrukcję oceniono jako ciężką i niezgrabną w locie, z chłodnicą niezapewniającą efektywnej pracy, czego skutkiem był przegrzewający się silnik. Ocena VLÚS zaowocowała kolejną modernizacją, polegającą na dalszej modyfikacji wlotów powietrza do chłodnicy i kształtu steru kierunku. Pomimo słabych osiągów, czechosłowackie Ministerstwo Obrony Narodowej zamówiło tuzin seryjnych B-34. Latem 1934 roku Avia dostarczyła wszystkie samoloty. Wersję seryjne pozbawione były owiewek na kołach podwozia głównego, powrócono w nich do drewnianych śmigieł oraz usunięto wyrzutniki bomb.

## Służba
We wrześniu 1934 roku wszystkie zamówione samoloty trafiły do 37. Eskadry 3. Pułku Lotniczego gdzie służyły do początków 1937 roku. 12 kwietnia 1937 roku w wyniki katastrofy utracono egzemplarz B-34.4. Pozostające w służbie samoloty, w 1937 roku przekazano do szkolnych eskadr 1, 2, 3 i 4 Pułku Lotniczego. W czerwcu 1938 roku również prototyp B-34.1 trafił do jednostki szkolnej 4 Pułku. Po rozpadzie Czechosłowacji i wkroczeniu Niemiec, osiem seryjnych samolotów i prototyp przejęła Luftwaffe, a pozostała trójka znalazła się na stanie słowackiego lotnictwa wojskowego.

## Wersje
Równolegle z pracami nad podstawową wersją B-34, opracowywano wersję rozwojowe samolotu. Głównym elementem wyróżniającym je był rodzaj zastosowanej jednostki napędowej. 
- B-134 - wersja z 14-cylindrowym silnikiem gwiazdowym Walter Mistral 14 Kbs o mocy 700 KM, pozostała w sferze projektu.
- B-334 - wersja z 14-cylindrowym silnikiem gwiazdowym Armstrong Siddeley Jaguar Major (Panther) o mocy 490 KM, pozostała w sferze projektu.
- B-434 - wersja z 12-cylindrowym silnikiem rzędowym Hispano-Suiza 12Xbrs o mocy 650 KM, pozostała w sferze projektu.
- B-234 - jedyna zrealizowana wersja rozwojowa. Wyposażona w 9-cylindrowy silnik gwiazdowy Avia R-29 o mocy 580-600 KM. Samolot został wybudowany pod naciskiem głównego akcjonariusza Avii, firmy Škoda, jednocześnie twórcy silnika R-29. Dzięki temu Škoda znalazła zastosowanie dla swojego silnika. Prototyp został wybudowany w sierpniu 1932 roku. Poza zastosowaniem innej jednostki napędowej, od wersji B-34, nowa maszyna różniła się innym rozmieszczeniem karabinów maszynowych. Nie były one zsynchronizowane z ruchem obrotowym śmigła i umieszczono je w dolnym płacie, dzięki czemu mogły strzelać poza obrysem śmigła. Dolny płat pozbawiony został lotek, które umieszczono tylko na górnym płacie. Silnik R-29 okazał się być nieudaną konstrukcją. Podczas prób kołowania wykonanych 20 lutego 1933 roku, jednostka napędowa nie osiągnęła wystarczającej mocy i obrotów do oderwania samolotu od ziemi. W owym czasie trwały już prace nad kolejnym myśliwcem Avii, samolotem Avia B-534, którego osiągi miały być znacząco większe niż maszyny B-34. Zaprzestano kontynuacji dalszych prób B-234, zdemontowano silnik R-29 a płatowiec wykorzystano do budowy pierwszego prototypu B-534.